# Gyöngyöshalász
Gyöngyöshalász község Heves vármegye Gyöngyösi járásában.

## Fekvése
- Gyöngyöstől 4 kilométerre délre, Hatvantól 26 kilométerre keletre fekszik. Belterületét átszeli a Belső-Mérges-patak, amely a község határában éri el a Gyöngyös-patakot.
- Közúton a 3-as főútról a 3203-as számú mellékúton érhető el. Külterületeit keleten átszeli a 3204-es út, s határszélét érinti még a 3210-es út is.
- Vonattal a MÁV 85-ös számú (Vámosgyörk–Gyöngyös) vasútvonalán érhető el, melynek egy megállási pontja van itt; Gyöngyöshalász megállóhely a vonal állomásainak viszonylatában Vámosgyörk vasútállomás és Kitérőgyár megállóhely között található.

## Története
A település határában fekvő Ocskay-laposa elnevezésű terület régészeti feltárásakor 1993-ban vaskori urnatemetőt tártak fel.
Gyöngyöshalász eredetileg a hevesi vár tartozéka, tehát várbirtok volt nevét 1267-ben Terra Halaz alakban írva említette először írásos oklevél, mikor V. István ifjabb király 1267-ben Gyöngyös-Halászt kivette a hevesi vár kötelékéből és az Aba nemzetségből származó Csobánka fia Jánosnak adományozza a IV. Béla elleni harcokban szerzett érdemeiért.
1302-ben már Halászi volt a neve.  Csobánka fiai László, Sámuel és Dávid, 1302-ben, az atyjuk után rájuk maradt örökségen megosztoztak, Halászi Lászlónak jutott. Csobánka unokáit pártütés miatt Károly Róbert király megfosztotta összes birtokaiktól és Halászt 1327 május 21-én Széchenyi Tamás erdélyi vajdának adományozta. 1332–37. évi pápai tizedjegyzékben Halaz néven fordult elő, plebániája a patai főesperesi kerülethez tartozott. Csobánka később a Salgai család birtokába került, de ennek tagjai hűtlenségük miatt, elveszítették itteni birtokaikat, melyeket Zsigmond király 1426-ban a Berzeviczy családnak zálogosított el. 1435-ben azonban megengedte a Rozgonyiaknak, hogy Halászt a többi Salgai-féle birtokokkal együtt kiválthassák s e birtokokra Albert király 143-ban adománylevelet állított ki számukra. 1529-ben már Báthory András birtokában találjuk.
A török megszállás végére a település elnéptelenedett, 1687-ben népesült be újra. A Rákóczi-szabadságharc alatt ismét elnéptelenedett. Az 1546. évi összeírás szerint 11 adóköteles portája volt, ekkor Losonci István birtoka volt. Az 1552. évi összeírásban 8, 1554-ben szintén 8, 1564-ben 26 portával szerepelt. Az 1635. évi összeírás szerint 3, 1647-ben 1 1/2, 1675-ben 1 1/8, 1686-ban 1 portája volt. 1693-ban a Huszár és Sőtér családok 3–3 jobbágytelek urai voltak itt. 1707 után népesült be újra. 1741-ben Almássy János birtoka lett. A 19. század első felében Almássy József és Mihály, gróf Draskovich, gróf Esterházy, Gosztony, Orczy, Győrfy, Hury, Nagy, Hanulik, Fehér, Ludányi, Hamar, Petróczy és más családok voltak itt birtokosok. 
A római katolikus templom eredetileg 1350-ben épült, de később barokk stílusban teljesen átalakították. 1813-ig Atkár római katolikus anyakönyv-vezetése ide tartozott.  
1867-ben Biró Lajos dr.-nak, Almássy István örököseinek és özvegy Hanisz Imrénének volt itt nagyobb birtoka. Az Almássy József építtette kastély Biró Lajos dr. tulajdona, de az eredetileg földszintes épületet, a későbbi tulajdonos emeltette fel és alakíttatta át. Ezenkívül özv. Hanisz Imrénének és Almássy István örököseinek volt kastélyuk. Az előbbit a Hury család, az utóbbit Almássy Gedeon építtette. 
1867-ben a község területe 4360 k. hold, lakóházak száma 279 és a lakosság 1559 lélek, a kik közül 5 német, 3 tót, a többi magyar; vallásra nézve protestáns és 36 izr. kivételével, róm. katholikusok. A helység lakosai önkéntes tüzoltó-egyesületet és községi hitel- és fogyasztási szövetkezetet tartottak fenn. A község postája és vasúti állomása helyben volt, távíró-állomása Gyöngyös. E helységhez tartozott még az Aranyosi tanya, Bótatanya, Zrubkatanya, Ravaszpartitanya, Hámtanya, Kistanya és Csárdatanya. 
1848-ban hatvankettő gyöngyöshalászi férfi vett részt a szabadságharcban.
1910-ben 1750 magyar lakosa volt, melyből 1721 római katolikus, 18 izraelita volt.
A 20. század elején Heves vármegye Gyöngyösi járásához tartozott.
A falu német megszállásának szovjet megszállásra cserélődése súlyos harcok árán valósult meg. Ezen a területen az 53. hadsereg balszárnya, a 7. gárdahadsereg harcolt M. Sz. Sumilov tábornok és I. A. Plijev altábornagy vezetésével. A magyar erőket a 8. magyar tartalék hadosztály képviselte. A szovjetek 1944. november 16-án szállták meg a községet.
2015. április 10-én lették az Apollo Tyres gumigyár alapkövét a település határában. A termelés a tervek szerint 2017-ben indulhat el. A beruházás 146 milliárd forintból valósul meg és 975 új munkahely fog létrejönni általa.
2015 májusában az önkormányzat zárt ülésen döntött az olasz SIAD-konszernnel kötendő szerződésről, amely egy, a falu határába építendő gázgyárról szól. Ezt az év végén a kormány kiemelt beruházásnak nyilvánította. Ugyanakkor a veszélyes üzem létesítésével, működésével kapcsolatos környezeti hatástanulmányokat nem készítettek; másrészt a leendő gyár területén jelenleg gazdálkodókat sem akarják kártalanítani. A település polgármestere azonban önkényesen, indoklás nélkül megtagadta, hogy az ügyben tájékoztatást adjon.

## Közélete

### Polgármesterei
- 1990–1994: Hegede József (SZDSZ-KDNP)[7]
- 1994–1998: Hegede József (független)[8]
- 1998–2002: Hegede József (független)[9]
- 2002–2006: Kohári István (MSZP)[10]
- 2006–2010: Hegedűs Gyula (független)[11]
- 2010–2014: Szabó Ferenc (független)[12]
- 2014–2019: Pásztor János (független)[13]
- 2019–2024: Pásztor János (független)[14]
- 2024– : Pásztor János (független)[1]

## Népesség
A település népességének változása:
| Lakosok száma | 2542 | 2491 | 2503 | 2528 | 2609 | 2538 | 2546 |
|               | 2013 | 2014 | 2015 | 2021 | 2022 | 2023 | 2024 |

2001-ben a település lakosságának közel 100%-a magyar nemzetiségűnek vallotta magát.
A 2011-es népszámlálás során a lakosok 89%-a magyarnak, 0,5% cigánynak, 0,2% románnak, 0,2% ukránnak mondta magát (11% nem nyilatkozott; a kettős identitások miatt a végösszeg nagyobb lehet 100%-nál). A vallási megoszlás a következő volt: római katolikus 55,1%, református 3,3%, görögkatolikus 0,2%, felekezeten kívüli 14,9% (24,5% nem nyilatkozott).
2022-ben a lakosság 91%-a vallotta magát magyarnak, 0,7% ukránnak, 0,6% cigánynak, 0,3% németnek, 0,2-0,2% bolgárnak, ruszinnak és románnak, 0,1-0,1% görögnek, szerbnek, szlovénnek, örménynek és lengyelnek, 1,8% egyéb, nem hazai nemzetiségűnek (8,4% nem nyilatkozott; a kettős identitások miatt a végösszeg nagyobb lehet 100%-nál). Vallásuk szerint 38,4% volt római katolikus, 2,4% református, 0,3% görög katolikus, 0,3% evangélikus, 2,1% egyéb keresztény, 1,4% egyéb katolikus, 16,3% felekezeten kívüli (38,5% nem válaszolt).

## Nevezetességei
- Szent Anna tiszteletére felszentelt római katolikus templom. 1770-ben épült barokk stílusban, Rabl Károly tervei alapján. Homlokzati tornyos, órahelyes párkányú torony. Szentélye köríves záródású.
- Nepomuki Szent János szobor. 1767-ben készült.
- Hanisz-kúria. Klasszicista stílusú.
- Karmelhegyi kápolna. 1750 körül készült.

## Ismert emberek

### Gyöngyöshalászon született
- 1884. március 16-án Nagy J. Béla nyelvész, pedagógus, az MTA levelező tagja. Elhunyt 1967. szeptember 26-án Veszprémben.
- 1931. október 1-jén Lovas István fizikus, az MTA tagja, professor emeritus (Debreceni Egyetem). Elhunyt 2014. március 30-án Budapesten.

### Gyöngyöshalászon halt meg
- Itt halt meg Hanisz Imre.